# Stanisław Niemczyk
Stanisław Niemczyk (ur. 19 września 1943 w Czechowicach-Dziedzicach, zm. 13 maja 2019) – polski architekt, autor oryginalnych projektów architektury sakralnej, nazywany „polskim Gaudím”. Laureat Honorowej Nagrody SARP w 1998. 

## Życiorys
W 1968 ukończył studia na Wydziale Architektury Politechniki Krakowskiej, pisząc pracę dyplomową u prof. Włodzimierza Gruszczyńskiego. Jego praca dyplomowa obejmowała stworzenie obiektów rekreacyjnych dla Poronina, Murzasichla i Bukowiny, w czym mieściły się m.in. wyciągi, kolejki, wagoniki, ruchome chodniki, baseny itp.
Od 1968 pracował w państwowym biurze architektonicznym Miastoprojekt Tychy, gdzie wyróżnił się projektowaniem obiektów nietypowych i jednocześnie wyprzedzających swój czas. Autor budynków handlowych, usługowych, mieszkalnych i sakralnych. 
Architekt mieszkał w Tychach, gdzie po 1989 prowadził własne biuro. Za projekty kościołów nie pobierał tantiem, czego przykładami są realizacja kościoła pw. Ducha Świętego w Tychach Żwakowie i kościoła z klasztorem dla zakonu Braci Mniejszych o.o. Franciszkanów, wznoszonego również w Tychach. Przy projektowaniu budowli nadawał wyraźną preferencję odręcznie wykonanym rysunkom i projektom. Twórczość autorska Stanisława Niemczyka inspirowała architektów na Górnym Śląsku. Tworzył do samego końca. Ostatnim dziełem, które stworzył, jest rzeźba Matki Bożej na ścianie kościoła pw. Miłosierdzia Bożego w Krakowie – została ona nazwana M.B. Zwycięską.
Określany architektem postmodernistycznym, choć jego architektura wymyka się podporządkowaniom stylistycznym, nawiązując do przeszłości, w tym bezpośrednio do średniowiecza i gotyku. Krytyk modernizmu w architekturze i idei Karty Ateńskiej, który w swoich projektach całkowicie pomijał dorobek tej epoki. 
Zmarł 13 maja 2019 roku. Uroczystości żałobne odbyły się 18 maja 2019 roku w parafii pw. Jezusa Chrystusa Odkupiciela w Czechowicach-Dziedzicach, w kościele jego projektu. Został pochowany na cmentarzu w Miedźnej k. Pszczyny.

## Nagrody i odznaczenia
- 1973 – Nagroda Ministerstwa Budownictwa i Gospodarki Przestrzennej (za zespół podmiejskiej zabudowy rekreacyjnej, Tychy-Paprocany[6]
- 1983 – Nagroda Roku Stowarzyszenia Architektów Polskich (za kościół Św. Ducha w Tychach)
- 1986 – Srebrna Odznaka honorowa „Zasłużony dla Budownictwa i Przemysłu Materiałów Budowlanych”[9]
- 1988 – Nagroda Błogosławionego Brata Alberta (za kościół Św. Ducha w Tychach)
- 1988 – Nagroda im. doc. Tadeusza Jodkiewicza przyznana przez Komisję Episkopatu Polski, za udaną architekturę sakralną
- 1996 – Honorowa Nagroda SARP za całokształt twórczości
- 2000 – Krzyż Pro Ecclesia et Pontifice przyznany przez Jana Pawła II[10]
- 2000 – Nagroda specjalna konkursu Życie w Architekturze: Nagroda Krajowego Duszpasterza Środowisk Twórczych za obiekt o charakterze sakralnym, za Kościół Miłosierdzia Bożego w Krakowie (wspólnie z Markiem Kuszewskim)[11]
- 2011 – Medal Per Artem ad Deum (Przez sztukę do Boga) – medal Papieskiej Rady ds. Kultury za zasługi dla budownictwa sakralnego[12]
- 2013 – Order Ecce Homo[10]
- 2013 – Brązowy Medal „Zasłużony Kulturze Gloria Artis”[9]
- 2014 – Nagroda TOTUS Fundacji Dzieło Nowego Tysiąclecia w kategorii „Osiągnięcia w dziedzinie kultury chrześcijańskiej”
- 2018 – Nagroda im. Włodzimierza Pietrzaka Katolickiego Stowarzyszenia „Civitas Christiana”
- 2019 – Medal 100-lecia Odzyskania Niepodległości nadany przez Prezesa Rady Ministrów[13]

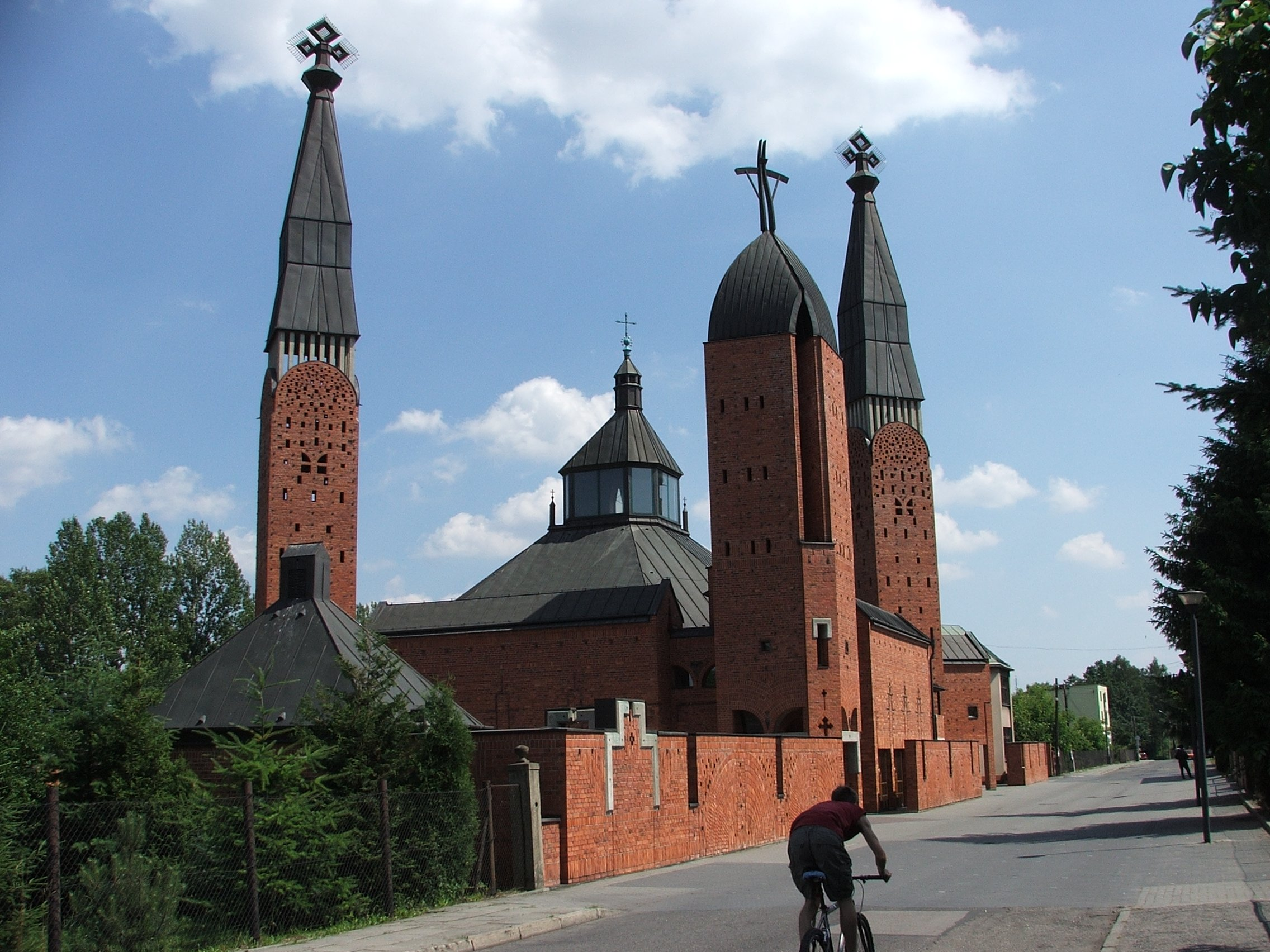
Kościół pw. Jezusa Chrystusa Odkupiciela w Czechowicach-Dziedzicach

## Główne dzieła

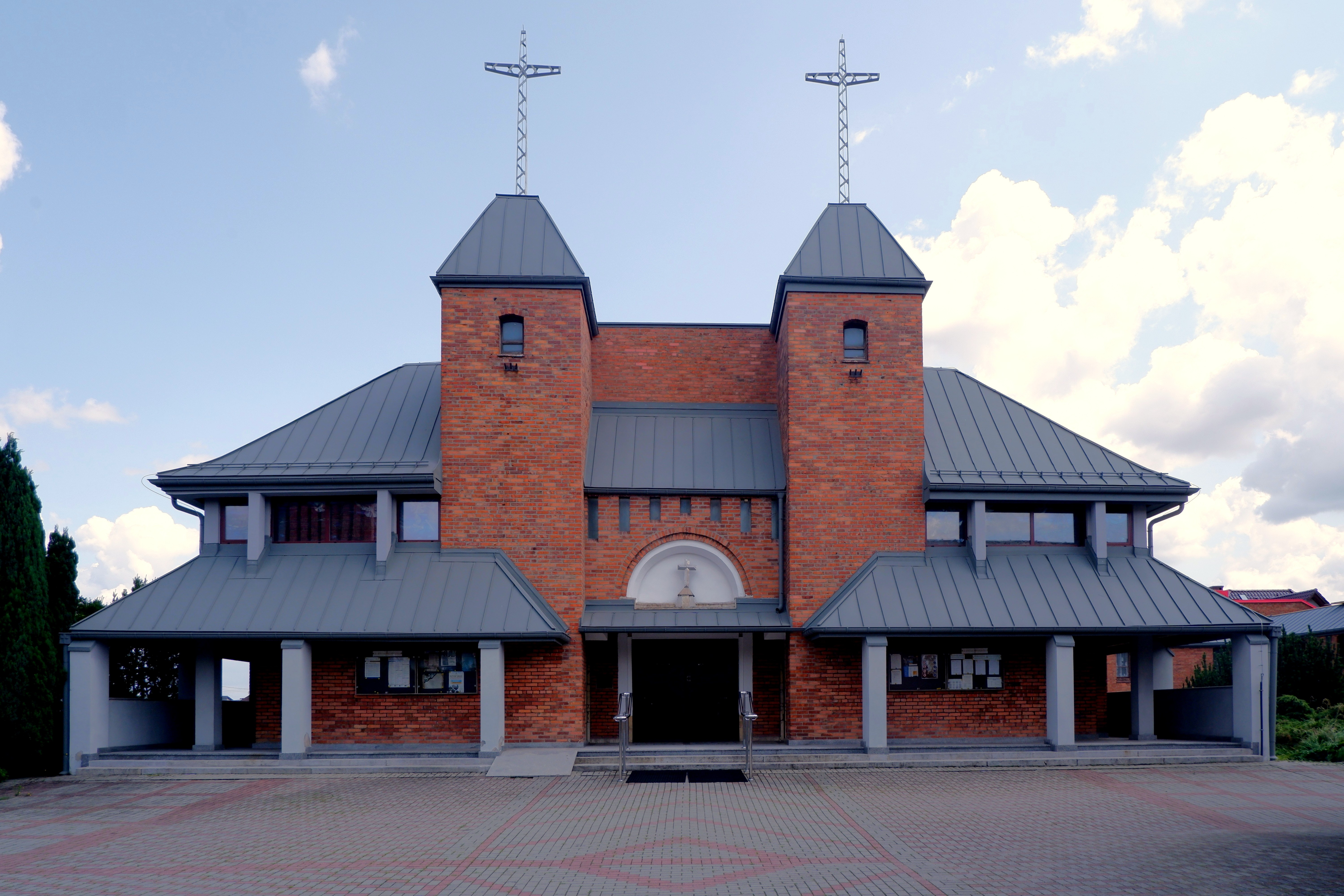
Kościôł Podwyższenia Krzyża Świętego w Pawłowicach

- zespół podmiejskiej zabudowy rekreacyjnej, Tychy-Paprocany, projekt 1969, realizacja 1972–1973
- pawilon handlowo-usługowy, Tychy – osiedle M, projekt 1972, realizacja 1973,
- zespół mieszkaniowy „Glinka” – osiedle „H-7”, Tychy, projekt 1979, realizacja 1980–1984,
- zespół mieszkaniowy „Nad Jamną”, Mikołów, projekt 1983, realizacja 1983–1986,
- Kościół Ducha Świętego w Tychach, projekt 1978, realizacja 1978–1982,
- kościół pw. Podwyższenia Krzyża Świętego, Pawłowice, 1994
- Kościół Bożego Miłosierdzia w Krakowie (os. Oficerskie), Kraków, projekt 1991, realizacja 1991–1994[14],
- szkoła podstawowa wraz z zespołem sportowym, Katowice – Giszowiec, projekt 1990–1993, realizacja 1993–2002,
- Kościół pw. Jezusa Chrystusa Odkupiciela w Czechowicach-Dziedzicach, Czechowice-Dziedzice, projekt 1995, realizacja 1995–1998[15],
- Kościół św. Franciszka z Asyżu i św. Klary w Tychach, projekt 2000, realizacja od 2000,
- neoromański kościół pw. św. Jana Pawła II w Pszczynie (w budowie),
- kościół neoromański pw. św. Ojca Pio w Tychach-Mąkołowcu (w budowie, projekt 2009)[16],
- kaplica Matki Bożej Żółkiewskiej (2006 roku) kościół dominikanów na warszawskim Służewie[17],
- kościół pw. św. Michała Archanioła we Lwowie (os. Sichów)[18],
- ołtarz na Światowe Dni Młodzieży 2016, Kraków Błonia,
- dostosowanie prezbiterium do wymogów świątyni katedralnej w katedrze św. Mikołaja w Bielsku-Białej, realizacja 1998[19],
- przebudowa banku spółdzielczego w Czechowicach-Dziedzicach w latach 1999–2003[13],
- projekt kościoła Chrystusa Króla Wszechświata w Rawie Mazowieckiej[20], osiedle Sójcze. Przekazany Annie Niemczyk Wojteckiej i Robertowi Wojteckiemu - odpowiedzialnym za przebieg realizacji obiektu[21].
- Biuro rachunkowe w Czechowicach-Dziedzicach zwany Ratusz Orłowski[22]